# Lawrence Sabatini
Lawrence Sabatini, CS (sinh ngày 15 tháng 5 năm 1930) là một giám mục hưu dưỡng người Mỹ của Giáo hội Công giáo Rôma. Sinh ra và lớn lên ở Chicago, ông cảm nhận được một lời mời gọi trở thành tư tế khi còn học tiểu học. Sau khi hoàn thành việc học, ông du học tại Roma và gia nhập Dòng Truyền giáo Scalabrini khi trở về Hoa Kỳ. Năm 1957, ông được thụ phong linh mục và tiếp tục giảng dạy tại các phái bộ của viện và chủng viện trên đảo Staten trong 11 năm, trước khi đến Canada vào năm 1971.
Sabatini là linh mục chính xứ ở Bắc Vancouver cho đến năm 1978, khi ông được bổ nhiệm làm giám mục phụ tá Tổng giáo phận Vancouver. Lễ tấn phong diễn ra cùng năm đó. Bốn năm sau, ông chuyển đến Kamloops sau khi được chọn làm giám mục chính tòa. Trong thời gian ở đó, Sabatini nhiệt tình ủng hộ hòa giải với Những Bộ tộc Đầu tiên, cũng như nỗ lực đàm phán hiệp ước với họ của chính quyền tỉnh. Ông đã từ chức giám mục vào năm 1999 và trở về quê nhà ở Chicago. Theo sự bổ nhiệm của tổng giám mục Chicago, ông làm linh mục tại một giáo xứ Ý mà phần lớn giáo dân là người gốc Tây Ban Nha do sự thay đổi nhân khẩu. Ông cũng viết sách trong thời gian nghỉ hưu.

## Thân thế và khởi đầu tu nghiệp
Sabatini sinh ngày 15 tháng 5 năm 1930, tại Giáo xứ Santa Maria Addolorata ở Tây Bắc Chicago, Illinois. Cả cha mẹ ông đều là người Ý nhập cư từ Sicilia. Ông có hai anh em trai (Ralph và Joseph) và hai chị em gái đã qua đời trước ông (Olga và Genevieve). Sabatini cảm nhận được ơn gọi năm lớp bốn, khi ông là một lễ sinh tại trường giáo xứ của ông, do Dòng Truyền giáo Thánh Charles Borromeo (còn gọi là Scalabrini) giám sát. Ông đã học ở Roma vào cuối những năm 1950 và gia nhập hội vào thời điểm ông hoàn thành việc học và trở về nhà. Vào ngày 19 tháng 3 năm 1957, ông được thụ phong linh mục.

## Linh mục
Nhiệm vụ đầu tiên của Sabatini là đến Đảo Staten ở Thành phố New York. Ở đây, ông là giáo sư giảng dạy thần học luân lý và giáo luật tại Chủng viện Thánh Charles. Ông cũng đã giảng dạy cho "tuổi trẻ gặp khó" của quận tại các phái bộ do Hội Scalabrini điều hành từ năm 1960 đến năm 1972. Tháng 9 năm 1971, Sabatini được chuyển đến British Columbia, Canada để đảm nhiệm chức linh mục thứ ba của Giáo xứ Thánh Stêphanô ở Bắc Vancouver. Ông đồng thời giữ ba chức vụ trong tòa tổng giáo phận.

## Giám mục

### Giám mục phụ tá Vancouver (1978–1982)

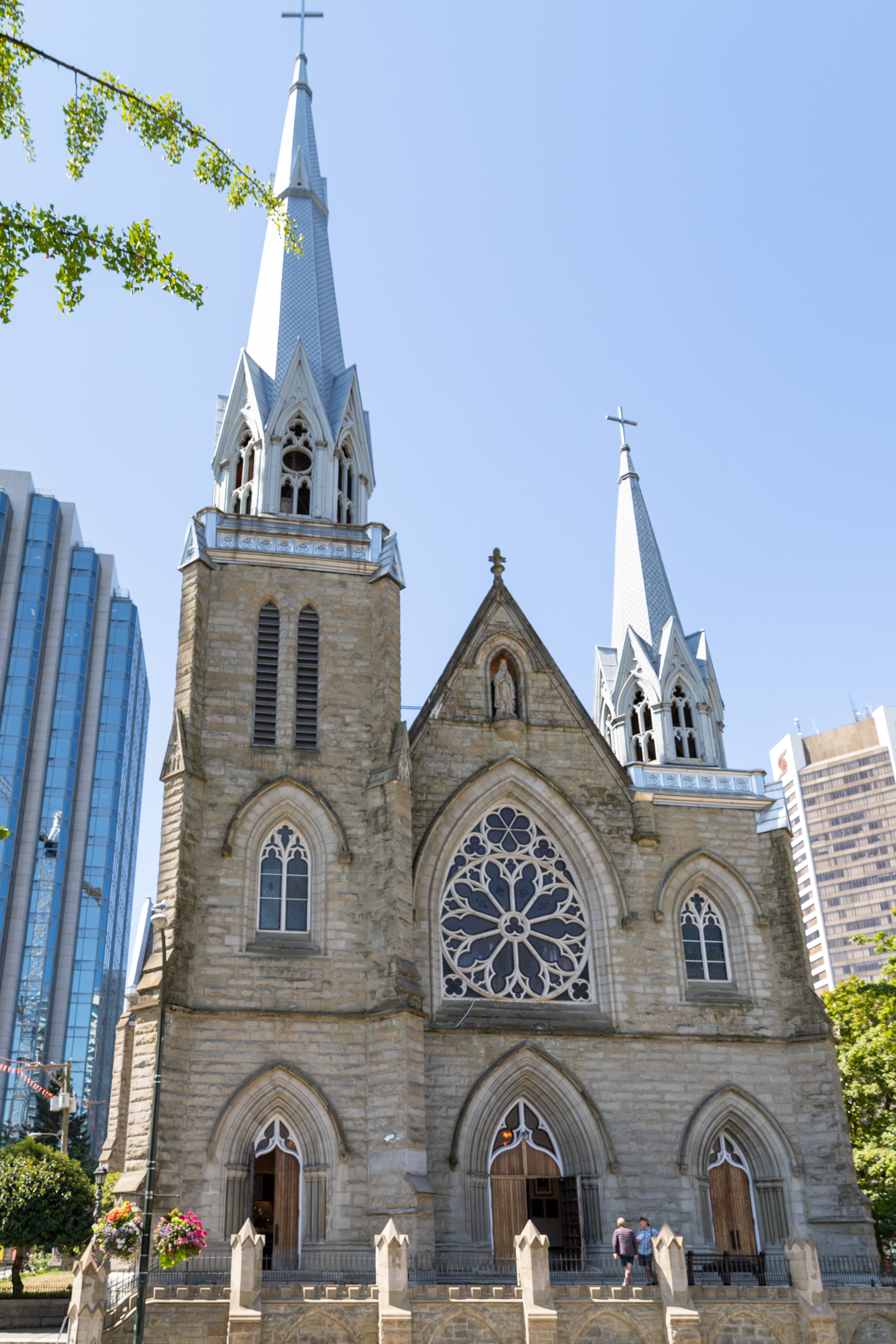
Nhà thờ chính tòa Mân Côi tại Vancouver, nơi cử hành lễ tấn phong giám mục cho Sabatini.

Sabatini được bổ nhiệm làm giám mục phụ tá Vancouver và giám mục hiệu tòa Nasai vào ngày 13 tháng 7 năm 1978. Lễ tấn phong được cử hành vào ngày 21 tháng 9 cùng năm tại Nhà thờ chính tòa Mân Côi (Vancouver); James Francis Carney, tổng giám mục Vancouver là vị chủ phong, còn John Fergus O’Grady (giám mục Prince George) và Remi De Roo (giám mục Victoria) đóng vai trò phụ phong. Thánh lễ có sự tham dự của Hồng y George Bernard Flahiff (tổng giám mục Winnipeg) cùng một số giám mục khác. Trong Hội đồng Giám mục Canada, Sabatini thuộc Ủy ban Giáo Luật, Di cư và Du lịch. Ông cũng là một cố vấn trong Hội đồng Giáo hoàng Chăm sóc Mục vụ cho Người di dân và lưu động (một bộ phận của Giáo triều Rôma). Đầu thập niên 1980, Sabatini đề xuất Dòng Chúa Quan Phòng khởi động Vanspec, một chương trình giáo lý trong tổng giáo phận dành cho trẻ em có nhu cầu đặc biệt. Dòng bắt đầu chương trình vào năm 1982 và duy trì nó đến năm 2017.

### Giám mục chính tòa Kamloops (1982–1999)
Ngày 1 tháng 10 năm 1982, Tòa Thánh bổ nhiệm Sabatini vào vị trí giám mục chính tòa Kamloops. Giáo phận đã trống tòa kể từ ngày 31 tháng 3 cùng năm, khi Adam Joseph Exner được thuyên chuyển về làm tổng giám mục Winnipeg. Trong suốt nhiệm kỳ, Sabatini được ghi nhận là người đề xuất kịch liệt quá trình đàm phán hiệp ước với Những Bộ tộc Đầu tiên do chính phủ British Columbia đảm nhận. Ông cũng ủng hộ việc hòa giải với Những Bộ tộc Đầu tiên về việc Giáo hội Công giáo có liên quan đến hệ thống trường học dân cư của quốc gia, phần lớn trong số đó do giáo hội điều hành. Ông chính thức thay mặt giáo hội xin lỗi Esketemc vào tháng 12 năm 1998.
Sabatini đã tham gia các chuyến thăm năm 1984 và 1987 của Giáo hoàng Gioan Phaolô II. Ông cũng tham dự Đại hội Thánh Thể Quốc tế lần thứ 44 được tổ chức tại Seoul, Hàn Quốc vào tháng 10 năm 1989, và dẫn đầu một cuộc hành hương đến Đất Thánh. Ngày 12 tháng 5 năm 1990, Sabatini thụ phong linh mục cho Mark Andrew Hagemoen (sau này trở thành giám mục vào năm 2013) và Paul Than Bui với tư cách là linh mục của Tổng giáo phận Vancouver. Thông thường, Carney đáng lẽ sẽ truyền chức giám mục theo điều 1015, §2 của Bộ Giáo luật năm 1983, nhưng vì lúc đó ông bị bệnh ung thư, Sabatini đã thay ông phong chức hai linh mục. Khi Carney qua đời vào tháng 9 cùng năm, chính Sabatini là người chủ tế thánh lễ an táng của vị cố hồng y tại Nhà thờ chính tòa Mân Côi. Trong bài giảng của mình, Sabatini đã đọc những lá thư Carney viết vào những ngày cuối đời gửi cho các tín hữu của tổng giáo phận.

## Hưu dưỡng
Sau 16 năm làm giám mục Kamloops, giáo hoàng chấp nhận cho Sabatini từ chức vào ngày 2 tháng 9 năm 1999. Sau đó, ông trở về quê nhà Chicago và rút lui khỏi chức vụ hiện tại. Tuy nhiên, Francis Eugene George – tổng giám mục Chicago – đã yêu cầu ông nhận chức vụ linh mục chính xứ tại Nhà thờ Mân Côi, một giáo xứ Ý trước đây ở phía Tây Bắc (khu vực của Chicago mà ông sinh ra và lớn lên). Trước khi đảm nhận vai trò này vào ngày 1 tháng 6 năm 2000, Sabatini đã đến México để hiểu biết hơn về ngôn ngữ và văn hóa của nhà thờ mà giáo dân chủ yếu là người gốc Tây Ban Nha. Ông cử hành lễ kim khánh linh mục của mình vào tháng 3 năm 2007 và nghỉ hưu với tư cách là linh mục của giáo xứ vào năm tiếp theo.

## Sách
- My Journey: Musings of a Missionary. Chelsea, Michigan. 2010. ISBN 9780615346960.{{Chú thích sách}}:  Quản lý CS1: địa điểm thiếu nhà xuất bản (liên kết)
- Thoughts of a Retired Bishop: Talks from My Work and Life. Mary Brown. 2010. ISBN 9780615418193.
- Mark the Lion: Sunday Homilettes – Year B. Mary Brown. 2011. ISBN 9780615517490.
- Sacrament Most Holy, Sacrament Most Divine: Mystery of Faith. Mary Brown. 2012. ISBN 9780615716060.

## Tông truyền
Giám mục Lawrence Sabatini được tấn phong giám mục năm 2004, dưới thời Giáo hoàng Gioan Phaolô II, bởi:
- Chủ phong: Tổng giám mục Vancouver James Francis Carney
- Phụ phong: Giám mục Prince George John Fergus O’Grady và Giám mục Victoria Remi De Roo

Giám mục Lawrence Sabatini là phụ phong nghi thức tấn phong giám mục:
- Năm 1990, Peter Joseph Mallon, giám mục Nelson, sau này là tổng giám mục Regina